# 考廷省

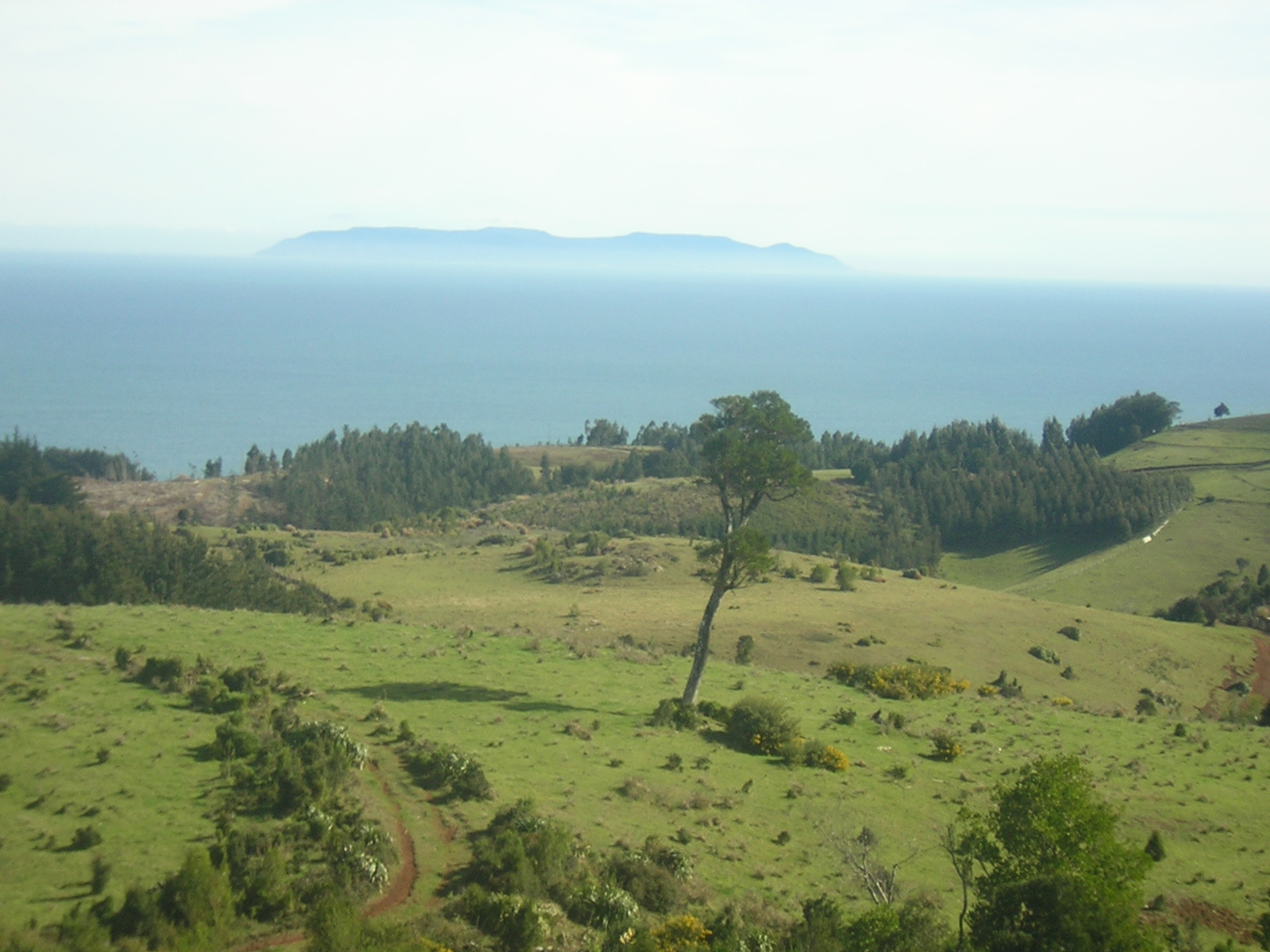

考廷省是智利的54個省份之一，位於該國中部，由阿勞卡尼亞大區負責管轄，首府設於特木科，面積18,409平方公里，2002年人口667,920，人口密度每平方公里36.3人。

## 外部連結
- Revolution in Cautín （页面存档备份，存于）